# گمینا کوواچتسه
گمینا کوواچتسه (به لهستانی:  Gmina Kołaczyce) یک گمینا در لهستان است که در شهرستان یاسوو واقع شده‌است. گمینا کوواچتسه ۶۰ کیلومتر مربع مساحت و ۸٬۸۳۲ نفر جمعیت دارد.